# فؤاد رملي
فؤاد رملي (بالإنجليزية: Fuad Ramli)‏ هو لاعب كرة قدم سنغافوري في مركز الوسط، ولد في 2 يونيو 1994 في سنغافورة. لعب مع نادي غيلانغ إنترناشونال.